# Nemoria inclusaria
Nemoria inclusaria är en fjärilsart som beskrevs av Walker 1861. Nemoria inclusaria ingår i släktet Nemoria och familjen mätare. Inga underarter finns listade i Catalogue of Life.